# Tār Kalāteh
Tār Kalāteh (persiska: نار كَلاتِه, Nār Kalāteh, تار كلاته) är en ort i Iran.   Den ligger i provinsen Golestan, i den norra delen av landet, 400 km öster om huvudstaden Teheran. Tār Kalāteh ligger 129 meter över havet och antalet invånare är 593.
Terrängen runt Tār Kalāteh är platt åt nordväst, men åt sydost är den kuperad.Runt Tār Kalāteh är det ganska tätbefolkat, med 65 invånare per kvadratkilometer. Närmaste större samhälle är Āzādshahr, 6,6 km öster om Tār Kalāteh. Trakten runt Tār Kalāteh består till största delen av jordbruksmark.